# 新伊德里亞 (加利福尼亞州)
新伊德里亞（英語：New Idria）是位於美國加利福尼亞州聖貝尼托縣的一個鬼鎮。由於此地已於1972年被荒廢，本地已無人居住。

## 地理
新伊德里亞的座標為36°25′01″N 120°40′28″W / 36.41694°N 120.67444°W，而該地的平均海拔高度為807米（即2648英尺）。